# Миядзава, Хироюки
Хироюки Миядзава (яп. 宮沢 大志 Миядзава Хироюки, род. 12 октября 1991 года, Токамати, Ниигата) — японский лыжник, участник Олимпийских игр в Сочи. Более успешно выступает в спринтерских гонках.

## Карьера
В Кубке мира Миядзава дебютировал 27 ноября 2011 года, в декабре 2013 года единственный раз попал в десятку лучших на этапе Кубка мира, в спринте. Кроме этого на сегодняшний момент имеет 1 попадание в тридцатку лучших на этапах Кубка мира, в эстафете. Лучшим достижением Миядзавы в общем итоговом зачёте Кубка мира является 119-е место в сезоне 2011-12.
На Олимпийских играх 2014 года в Сочи стартовал в двух гонках: командный спринт — 11-е место, эстафета — 16-е место.
За свою карьеру принимал участие в одном чемпионате мира, на чемпионате мира 2013 года его лучшим результатом в личной гонке стало 24-е место в спринте.
Использует лыжи и ботинки производства фирмы Fischer.